# Comissariado para a Renovação Urbana da Área de Ribeira/Barredo
CRUARB – Comissariado para a Renovação Urbana da Área de Ribeira/Barredo foi a entidade responsável pela recuperação e reabilitação do Centro Histórico do Porto, em Portugal, entre 1974 e 2003. Seguindo os princípios da "Carta de Veneza", o CRUARB entendia o Centro Histórico com um valor patrimonial global que incluía, para além de valores históricos, arquitectónicos e estéticos, também uma realidade social e cultural.
Criada em Setembro de 1974, sob a dependência do poder central, o CRUARB passou para a tutela do Município do Porto em 1982, passando a Direcção do Projecto Municipal de Renovação Urbana do Centro Histórico do Porto, em 1985.
A actividade desenvolvida pelo CRUARB foi decisiva para a apresentação da candidatura do Centro Histórico do Porto à UNESCO para classificação como Património Cultural da Humanidade, em 1991.
A partir de 1993 o CRUARB, já numa fase avançada do desenvolvimento da operação Ribeira/Barredo, dirigiu os trabalhos para o Bairro da Sé, então em acentuada fase de degradação física e social. Foi assim elaborado e posto em execução o "Projecto-Piloto Urbano do Bairro da Sé", com os seguintes objectivos: conservação do património e dos bens culturais; renovação do ambiente urbano da área; reinserção da população residente; consolidação e desenvolvimento do turismo; expansão e renovação da actividade comercial; implementação de uma rede de partenariado.
Depois de 1996, a "Operação de Reabilitação da Ribeira/Barredo" passou a incluir a área ribeirinha entre a Ponte Luís I e a Alfândega Nova, seguindo a linha orientadora do projecto-piloto do Bairro da Sé. Operações idênticas foram realizadas noutras áreas, como a intervenção de 1998 em Miragaia e, mais recentemente, na Vitória.
Apesar da unanimidade em torno da validade do trabalho desenvolvido pelo CRUARB na promoção do Centro Histórico, a subida de Rui Rio à presidência da Câmara Municipal do Porto veio levantar a questão do retorno do investimento efectuado. Argumentou-se que, ao longo de três décadas, foram investidas avultadas somas em restauros de grande arquitectura, excelentes acabamentos e esplêndidas infra-estruturas, mas apenas de um número limitado de edifícios. Como grande parte dos residentes eram inquilinos camarários—em geral, das classes baixa ou média baixa --, foram realojados nas casas restauradas mantendo rendas compatíveis com os seus baixos rendimentos. O ónus da conservação ficou a cargo do CRUARB, ou seja do município, que ao fim de pouco tempo tinha até que substituir vidros partidos e realizar pinturas interiores, isentando os ocupantes de quaisquer responsabilidades pela manutenção das intervenções já efectuadas.
Também a falta de participação dos proprietários particulares das zonas intervencionadas inviabilizou um efeito multiplicador das intervenções estatais, impedindo a consolidação de amplas frentes urbanas restauradas no Centro Histórico.
Isto acabou por levar à extinção do CRUARB em 2003. Se bem que em moldes diferentes e englobando a zona da Baixa tradicional, a recuperação física do Centro Histórico passou a ser assumida por uma nova entidade, a Porto Vivo - Sociedade de Reabilitação Urbana da Baixa do Porto, baseada num modelo de incentivo ao investimento privado, em alternativa ao investimento exclusivamente público.